# عملیات جنوب
عملیات جنوب به عملیات نظامی نیروهای نظامی ارتش سرخ شوروی در خاک افغانستان به تاریخ ۵ آوریل ۱۹۸۲ میلادی گفته می‌شود. در این عملیات قرار بود ۶۰۰ سرباز ارتش شوروی توسط با ۶۱ فروند بالگرد میل ۸ هیپ و ۱۸ فروند بالگرد میل ۶، به یک پایگاه مجاهدین افغان به نام «رباط جعلی» واقع شده در جنوب غرب افغانستان و نزدیک به مرز ایران و پاکستان حمله کنند، مجاهدین را بکشند و تجهیزات دوش‌پرتاب افغان‌ها را غنیمت بگیرند. فرماندهی این عملیات به عهده ژنرال تابونچیکوف روسی بود.

## نحوه عملیات
در ابتدا قرار بود ۲ سوخو ۱۷ روسی که وظیفه گشت‌زنی و شناسایی را به عهده داشتند، پایگاه مجاهدین افغان را شناسایی کنند و در محوطه منور شلیک کنند تا ۱۲ فروند دیگر از سوخو ۱۷ها، پایگاه را بمباران کنند تا سربازها به راحتی بتوانند به منطقه یورش برند. اما به دلیل وقوع طوفان شن، مأموریت تغییر کرد و به کندی پیش رفت… به دلیل وجود باد در منطقه و ناآشنا بودن خلبان‌های سوخوهای شناسایی، منورهای شلیک شده، ۴۰۰ به سمت خاک ایران جابجا شده بودند و نیروهای شوروی به اشتباه، وارد خاک ایران شدند و به جای حمله به پایگاه مجاهدین، به یک کارخانه تولید آسفالت در شهر خرمگ استان سیستان و بلوچستان حمله کردند که به دلیل تعطیل بودن کارخانه در آن روز، فقط ۲ نفر (نگهبان‌های کارخانه) کشته شدند. سپس ۲ فروند فاتوم اف ۴ ایرانی به نیروهای شوروی حمله کردند و دو موشک سایدواندر شلیک کردند که هیچ‌کدام به هدف نخورد. نیروهای شووری منطقه را ترک کردند.